# Атомска бајка
Атомска бајка је југословенски филм из 1957. године. Режирао га је Никола Радошевић, а сценарио су писали Мирослав Антић и Никола Радошевић

## Улоге
| Глумац             | Улога |
| ------------------ | ----- |
| Оливера Марковић   |       |
| Раде Марковић      |       |
| Миливоје Томић     |       |
| Миливоје Живановић |       |